# 私立聖嘉德麗雅
私立聖嘉德利亞是日本漫畫家藪京介的作品系列，
包括全一本的私立聖嘉德麗雅幼稚園跟接續的私立聖嘉德麗雅小學。
沒尊嚴教師男主角在一群問題學生中所發生的故事。

## 人物介紹(幼稚園篇)

### 老師
- 黑田秀一-

身高175公分A型的23歲男子(幼稚園篇設定)，
有一個相差十幾歲的妹妹，
因喜歡女高中生而想當老師(期待師生戀?)，
最後在高中畢業五年後當上平均年齡距離高中入學十年以上的幼稚園老師。
最喜歡同事的山咲老師，
只要山咲老師開口幾乎都會乖乖去做的好人，
常常誤解山咲老師的意思，
被學生跟同事搞得團團轉的新人老師。
在辭職後又進入私立聖嘉德利亞的小學部當老師，
學生大多仍是之前的熟面孔。
- 茜十子-

身高164公分B型的25歲美女幼稚園老師(幼稚園篇設定)，
獨居在大樓的公寓，
喜歡高品味的揮霍式生活(月底常常是透支的)，
有偷偷在晚上從事收入比幼稚園薪水還高的副業(顧客有社長)，
曾抱怨幼稚園工作讓她釣不到好男人，
最想要的三樣東西是房子土地男人。
雖然如此本人卻是不自覺的好管閒事，
暴走時跟鬼一樣恐怖，
在剛加入這行業時也曾是不知男人是什麼的純情少女。
- 山咲真菜-

身高149公分O型真實年齡不詳的蘿莉外表幼稚園老師是其他兩位老師的前輩，
家族有一個國三的兒子(沒有先生因為是誰該負責她也搞不清楚)，
比週遭幼稚園學童心智更像幼稚園的神祕人物，
會再午休時邀請黑田一起睡午覺，
曾說過對比自己的小孩年紀還輕的對象交往不感興趣，
在不自覺的情況下曾無意中多次刺傷黑田的心靈，
小學篇常常沒事就往隔壁的小學跑。
- 淺蔥(耐吉?)老師-

在黑田辭職後新進的幼稚園老師，
長得像某由J.K.LXXX所寫的知名奇幻小說主角帶著圓框眼鏡的年輕男人。

### 學生
- 桃原美紀-

家族有公務員父親跟家庭主婦母親，
隨時都在追求成為新娘子美夢的小女孩，
鎖定黑田窮追不捨，
會隨時找機會跟黑田進行終身大事的約定，
在黑田辭職後曾自殺未遂入院靜養。
- 藤名月-

家族有總是在忙的母親跟翹家偶爾出現討生活費的姐姐，
雖然膽小怕生遲鈍反應慢但其實在家裡沒人的狀況下培養出獨立的個性，
早上會以看早報跟晨間報導開始一天的小大人，
挑食會很正式的批評幼稚園的供餐，
對於不想做的活動會用很正式的理由推掉，
會突然冒出很成熟的對話，
興趣是閱讀，
在戶外活動時還會捧著書本不放。
- 清瀨勝海-

有一對總是在吵架的雙親，
會突然冷笑的陰沉虐待狂小男生，
具有繪畫天份會把自己的母親畫成長著角的鬼，
喜歡看到事物被破壞的一瞬間，
最好的朋友是總是被他欺負卻還是形影不離的狗，
會很心機的裝成大人面前的好孩子，
跟個性相反成績異常的優秀，
沒有意外未來將朝著連續殺人犯恐怖份子之路邁進(怪物中的約翰?)。
- 狗-

被勝海撿到沒取名字的狗，
總是被勝海虐待承受極大的壓力，
在勝海的脅迫下會乖乖裝成布娃娃，
在遇到丹尼爾後曾跑去愛護動物的丹尼爾家，
雖然丹尼爾與跟班都很愛護動物最後還是選擇了虐待狂的勝海。
- 白蝴蝶丹尼爾-

從法國姐妹校轉學來的神祕小男生，
總是在頭上戴著一隻貓熊，
家裡有一堆長得像黑道卻戴著同型貓熊的大叔，
長得比小女孩還萌，
雖然不多話但對動物很有愛心。
- 綠地紬-

由開麵店的父親獨力扶養的眼鏡小女孩，
非常喜歡娃娃，
會將被別人丟棄的娃娃撿回家修好，
晚上沒有娃娃相伴會難以成眠，
會在兩手套上布偶娃娃腹語表演，
連高難度的水上芭蕾也沒問題，
會獨自用布偶喃喃自語從事遊戲。
- 時金火酉-

時金雙胞胎姊弟中的弟弟，
家中環境不錯，
起居主要由姐姐風鈴照顧，
早上往往賴床而被痛打，
守備範圍是5~35歲女性的沒節操小男生，
討厭男人滿腦子就是關於泡妞問電話一類的事情。
- 時金風鈴-

雙胞胎姊弟中的姐姐，
總是拉著弟弟一起行動，
會幫(被迫)除了泡妞之外幾乎無能的弟弟處理許多大小事情，
在他脫線時會修正他，
看上了一付好人樣的黑田，
跟美紀展開爭奪戰，
與美紀不同的是會從務實派下手(如用貴得嚇死人的相機收買黑田)，
喜歡錢的努力務實派，
心機超級重。

## 人物介紹(小學篇新加入)

### 老師
- 學年主任-

戴著眼鏡的國小女教師，
監督不守秩序的小學生跟不盡責教師的守門人，
黑田最怕的存在之一。
意外的有害怕青蛙的弱點。

### 學生
- 千草悟史-

戴眼鏡自告奮勇當學級委員的男同學，
未來想朝小說作家的路發展，
在向童星偶像紫葉愁告白不順後想僅鎖定文學領域的女神形像(歡迎來到二次元)。
- 紫葉愁-

有極強感受性的當紅童星偶像，
平時忙於演出很少來上課，
上課也忘了帶文具課本，
偶爾會太過於專注於週遭的感受而失神迷失在路上，
可以僅憑著三流的劇本而即興演出一流的肥皂劇，
課業因為都沒在顧的關係一片烏壓壓。